# Excursões internacionais do Clube Atlético Mineiro
Todas as excursões e partidas amistosas da história do Clube Atlético Mineiro realizadas no exterior. Inclui jogos contra times brasileiros.